# Монетные металлы

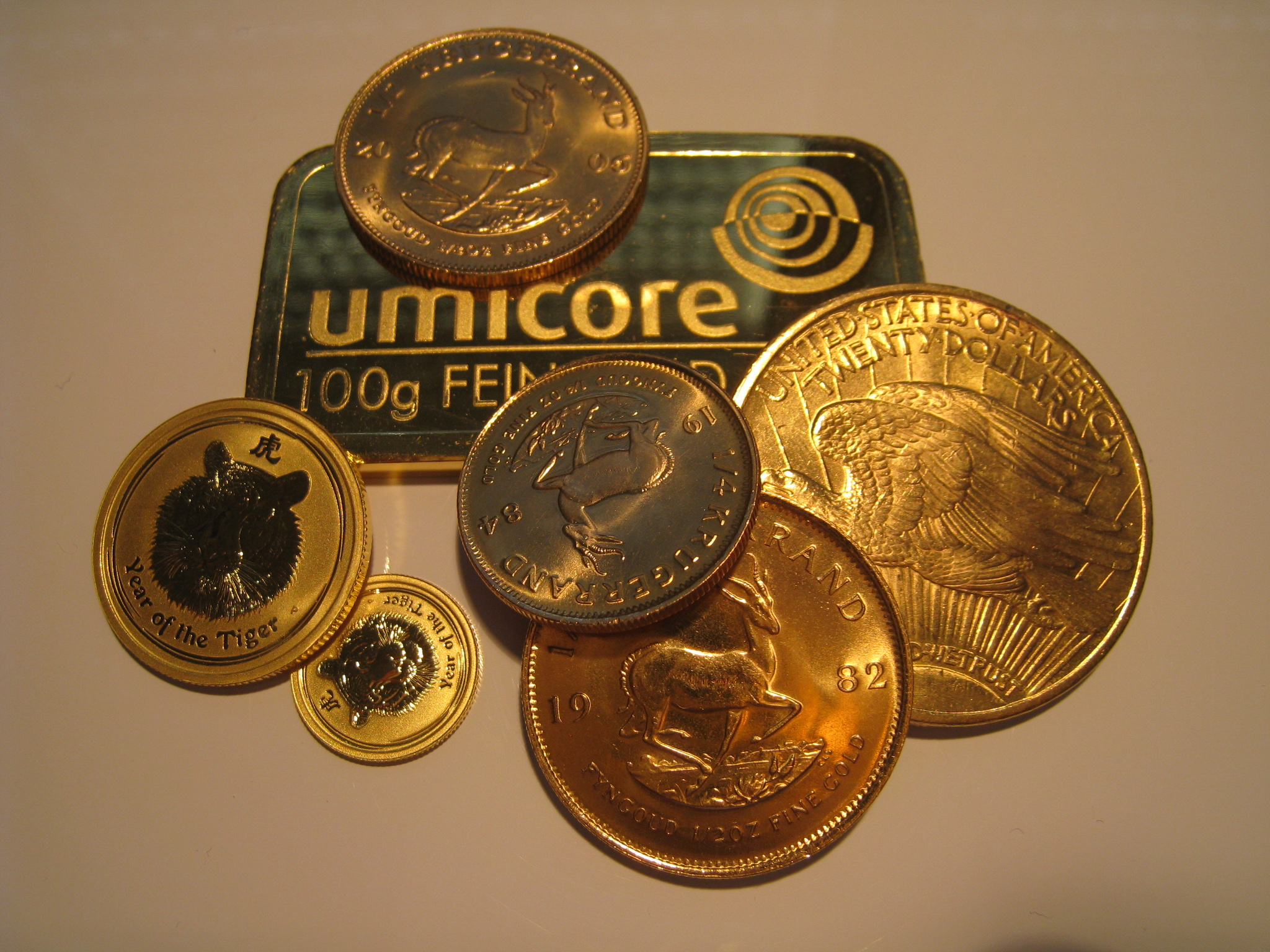
Золотой слиток и золотые монеты

Монетные металлы — металлы и их сплавы, используемые для чеканки и литья монет и медалей.

## Исторические монетные металлы (до XIX века)

### Символика
В древности основными монетными металлами были золото, серебро и медь (все три входят в подгруппу меди, которая иногда называется монетной группой), намного реже в этом качестве использовались железо, свинец и олово. И хотя для изготовления денег золото, серебро и медь использовались чаще всего в составе сплавов (электр, биллон, бронза, латунь, потин), в нумизматической литературе древние монеты, как правило, подразделяются только на золотые, серебряные и медные (бронзовые), вне зависимости от содержания примесей. Для краткого обозначения этих трёх металлов используются сокращения их латинских наименований, которые часто пишутся в виде лигатур:
- золото — AU или AV (от лат. Aurum, Avrvm);
- серебро — AR (от лат. Argentum), которое в свою очередь происходит от др.-греч. ἄργυρος, что означает «белый», «блистающий»);
- медь — AE (от лат. Aes, означавшего «медь», «бронза» и служившего названием древнеримских бронзовых слитков и монет ассов).

В некоторых случаях отдельные сплавы в литературе всё же выделяются, и для их обозначения используются следующие сокращения:
- электр — EL (от лат. Electrum, которое в свою очередь происходит от др.-греч. ἤλεκτρον, что означает «янтарь»);
- бронза — BR или B (от лат. Bronzium);
- латунь — B (от англ. Brass);
- потин — P;
- биллон — BI (от фр. Billon).

Помимо упомянутых сокращений для обозначения монетных металлов могли использоваться их алхимические символы, соответствующие символам «управляющих планет», или локальные, национальные системы обозначений. Так, в Германии железные (нем. Eisen) монеты обозначаются буквой E, медные (нем. Kupfer) — K, стальные (нем. Stahl) — St, во Франции золото (фр. Or) может обозначаться символом OR.

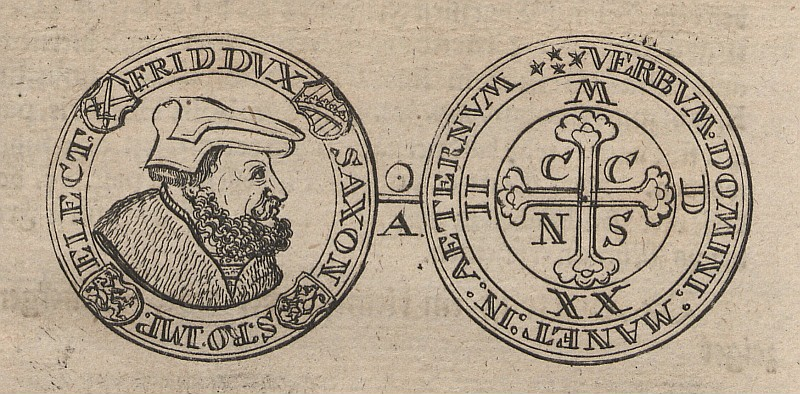
Золотая медаль, «управляющая планета» — Солнце, символ — ☉
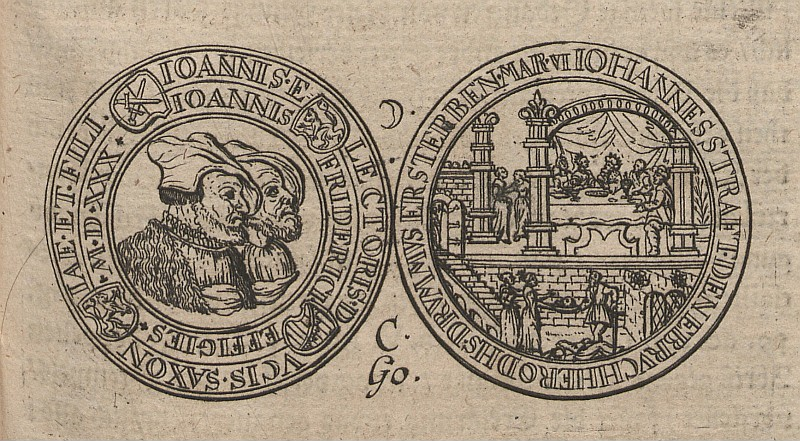
Серебряная медаль, «управляющая планета» — Луна, символ — ☽
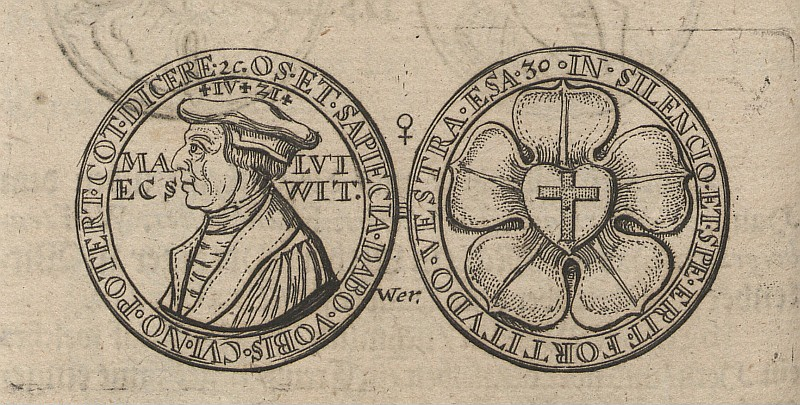
Медная медаль, «управляющая планета» — Венера, символ — ♀
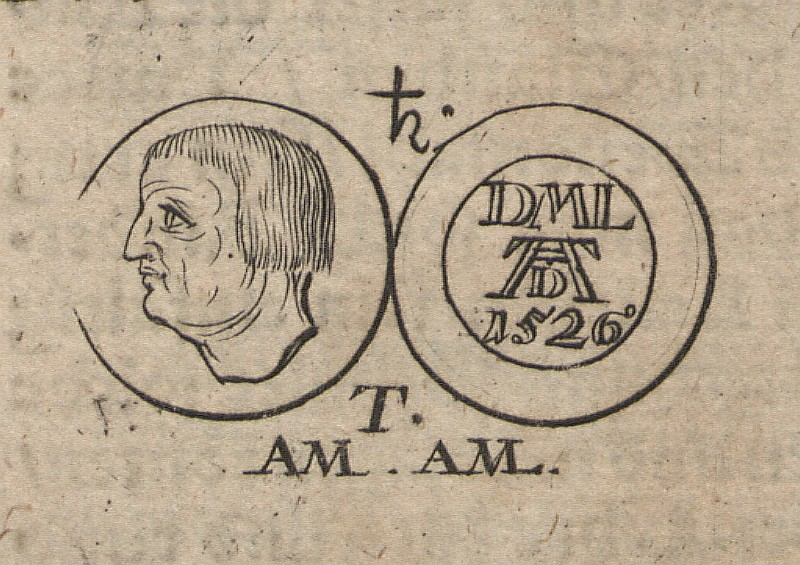
Свинцовая медаль, «управляющая планета» — Сатурн, символ — ♄

### Список
В таблице представлены:
- нумизматические символы монетных металлов;
- наименования сплавов, которым эти обозначения соответствуют;
- описание состава сплавов с использованием символов Периодической таблицы элементов;
- примеры использования символов в нумизматической литературе и изображения реальных монет, которые наиболее близки к описываемым в источниках.

| Частный символ                      | Металл / Сплав                                    | Состав сплава                      | Состав сплава | Пример использования                                                             | Пример использования               |
| AV — золото и сплавы на его основе  | AV — золото и сплавы на его основе                | AV — золото и сплавы на его основе | AV — золото и сплавы на его основе | AV — золото и сплавы на его основе                                               | AV — золото и сплавы на его основе |
| ----------------------------------- | ------------------------------------------------- | ---------------------------------- | --- | -------------------------------------------------------------------------------- | ---------------------------------- |
| AV / AU                             | Высокопробное золото                              | Au                                 | Золото с небольшой долей примесей, обусловленной уровнем развития металлургии соответствующей эпохи (в настоящее время — до 0,01 %)                                                                   |                                                                                  |                                    |
| AV / AU                             | Высокопробное золото                              | Au                                 | Золото с небольшой долей примесей, обусловленной уровнем развития металлургии соответствующей эпохи (в настоящее время — до 0,01 %)                                                                   | Золотой дарик. Империя Ахеменидов (Персия), V век до н. э.                       |                                    |
| AV / AU                             | Дукатное золото                                   | Au…                                | Сплав, содержащий 98,5 % золота |                                                                                  |                                    |
| AV / AU                             | Дукатное золото                                   | Au…                                | Сплав, содержащий 98,5 % золота | Дукат                                                                            |                                    |
| AV / AU                             | Червонное золото                                  | AuCu                               | Сплав золота (от 90 %) с медью, применявшийся в Российской империи для изготовления червонцев |                                                                                  |                                    |
| AV / AU                             | Червонное золото                                  | AuCu                               | Сплав золота (от 90 %) с медью, применявшийся в Российской империи для изготовления червонцев | Червонец. Российская империя, начало XVIII века                                  |                                    |
| AV / AU                             | Кроновое золото англ. Crown gold                  | AuCu (AuAg)                        | Сплав золота (22 карата, 91,67 %) с медью и/или с серебром (2 карата) |                                                                                  |                                    |
| AV / AU                             | Кроновое золото англ. Crown gold                  | AuCu (AuAg)                        | Сплав золота (22 карата, 91,67 %) с медью и/или с серебром (2 карата) | Золотой соверен. Англия                                                          |                                    |
| AV / AU                             | Пистольное золото                                 | Au…                                | Сплав, содержащий 90,6 % золота |                                                                                  |                                    |
| AV / AU                             | Пистольное золото                                 | Au…                                | Сплав, содержащий 90,6 % золота | Золотой пистоль (луидор). Франция                                                |                                    |
| EL                                  | Белое золото, электр (электрум)                   | AuAg (AgAu)                        | Природный сплав золота (от 16 до 69 %) с серебром |                                                                                  |                                    |
| EL                                  | Белое золото, электр (электрум)                   | AuAg (AgAu)                        | Природный сплав золота (от 16 до 69 %) с серебром | Солид (шиллинг) из электра. Княжество Беневенто (Италия), 817—832 годы н. э.     |                                    |
| AR — серебро и сплавы на его основе |                                                   |                                    | |                                                                                  |                                    |
| AR                                  | Высокопробное, королевское серебро                | Ag                                 | Серебро с небольшой долей примесей (как правило, меди), обусловленной уровнем развития металлургии соответствующей эпохи (в средние века — от 4,2 %, в настоящее время — до 0,01 %)                   |                                                                                  |                                    |
| AR                                  | Высокопробное, королевское серебро                | Ag                                 | Серебро с небольшой долей примесей (как правило, меди), обусловленной уровнем развития металлургии соответствующей эпохи (в средние века — от 4,2 %, в настоящее время — до 0,01 %)                   | Серебряная декадрахма. Сиракузы (Древняя Греция), IV век до н. э.                |                                    |
| AR                                  | Британское серебро англ. Britannia silver         | AgCu                               | Сплав серебра (95,84 %) с медью | 200x100px                                                                        | 200x100px                          |
| AR                                  | Британское серебро англ. Britannia silver         | AgCu                               | Сплав серебра (95,84 %) с медью | Подпись                                                                          |                                    |
| AR                                  | Стерлинг                                          | AgCu                               | Английское название сплава серебра (92,5 %) с медью |                                                                                  |                                    |
| AR                                  | Стерлинг                                          | AgCu                               | Английское название сплава серебра (92,5 %) с медью | Серебряный пенни. Шотландия, 1280—1286 годы                                      |                                    |
| BI                                  | Белая медь, биллон (низкопробное серебро)         | CuAg                               | Сплав серебра (менее 50 %) прежде всего с медью |                                                                                  |                                    |
| BI                                  | Белая медь, биллон (низкопробное серебро)         | CuAg                               | Сплав серебра (менее 50 %) прежде всего с медью | Биллонное пиззоло. Далмация, XIII век н. э.                                      |                                    |
| Æ / AE — медь и сплавы на её основе |                                                   |                                    | |                                                                                  |                                    |
| AE / Æ                              | Медь                                              | Cu                                 | Медь с небольшой долей примесей, обусловленной уровнем развития металлургии соответствующей эпохи |                                                                                  |                                    |
| AE / Æ                              | Медь                                              | Cu                                 | Медь с небольшой долей примесей, обусловленной уровнем развития металлургии соответствующей эпохи | Медная полушка. Российская империя, начало XVIII века                            |                                    |
| AE / Æ                              | Колыванская медь                                  | CuAuAg                             | Медь с содержанием золота и серебра («…не малое число серебра и знатная частица золота») |                                                                                  |                                    |
| AE / Æ                              | Колыванская медь                                  | CuAuAg                             | Медь с содержанием золота и серебра («…не малое число серебра и знатная частица золота») | Сибирская монета достоинством 10 копеек, Российская империя, 1777 год            |                                    |
| AE / Æ                              | Пушечная бронза (пушечный, артиллерийский металл) | CuSn                               | Сплав меди (около 90—91 %) с оловом с возможной примесью цинка и свинца, использовавшийся для изготовления пушек, которые в некоторых случаях переплавлялись в монеты                                 | 200x100px                                                                        | 200x100px                          |
| AE / Æ                              | Пушечная бронза (пушечный, артиллерийский металл) | CuSn                               | Сплав меди (около 90—91 %) с оловом с возможной примесью цинка и свинца, использовавшийся для изготовления пушек, которые в некоторых случаях переплавлялись в монеты                                 | Копия медного пятака. Российская империя, 1757 год (в действительности 1763 год) |                                    |
| BR (B)                              | Античная оловянная бронза                         | CuSn                               | Сплав меди (около 88 %) с оловом с возможными примесями железа, кобальта, никеля, свинца, серебра, цинка (его доля не должна превышать долю других металлов) и других металлов                        |                                                                                  |                                    |
| BR (B)                              | Античная оловянная бронза                         | CuSn                               | Сплав меди (около 88 %) с оловом с возможными примесями железа, кобальта, никеля, свинца, серебра, цинка (его доля не должна превышать долю других металлов) и других металлов                        | Бронзовый асс. Древний Рим, III век до н. э.                                     |                                    |
| BR (B)                              | Античная оловянная бронза                         | CuSn                               | Сплав меди (около 88 %) с оловом с возможными примесями железа, кобальта, никеля, свинца, серебра, цинка (его доля не должна превышать долю других металлов) и других металлов                        |                                                                                  |                                    |
| BR (B)                              | Античная оловянная бронза                         | CuSn                               | Сплав меди (около 88 %) с оловом с возможными примесями железа, кобальта, никеля, свинца, серебра, цинка (его доля не должна превышать долю других металлов) и других металлов                        | Бронзовый квинкункс. Луцерия (Древний Рим), III век до н. з.                     |                                    |
| AE / Æ                              | Колокольная бронза (колокольный металл)           | CuSn                               | Сплав меди (около 78 %) с оловом с возможной случайной и незначительной примесью серебра, использовавшийся для изготовления колоколов, которые в чрезвычайных обстоятельствах переплавлялись в монеты | 200x100px                                                                        | 200x100px                          |
| AE / Æ                              | Колокольная бронза (колокольный металл)           | CuSn                               | Сплав меди (около 78 %) с оловом с возможной случайной и незначительной примесью серебра, использовавшийся для изготовления колоколов, которые в чрезвычайных обстоятельствах переплавлялись в монеты | Подпись                                                                          |                                    |
| AE / Æ                              | Мышьяковистая бронза                              | CuAs                               | Сплав меди с большим содержанием мышьяка | 200x100px                                                                        | 200x100px                          |
| AE / Æ                              | Мышьяковистая бронза                              | CuAs                               | Сплав меди с большим содержанием мышьяка | Меншиков гривенник. Российская империя, 1726 год                                 |                                    |
| P                                   | Потин                                             | CuSnPb                             | Сплав меди с большим содержанием олова, свинца и других металлов |                                                                                  |                                    |
| P                                   | Потин                                             | CuSnPb                             | Сплав меди с большим содержанием олова, свинца и других металлов | Статер из потина. Боспорское царство, 253—254 годы н. э.                         |                                    |
| B                                   | Жёлтая медь, латунь (аурихалк)                    | CuZn                               | Сплав меди (56—67 %) с цинком (в древности с цинковой рудой — галмеем) с добавлением других металлов, например, свинца (до 2,5 %)                                                                     |                                                                                  |                                    |
| B                                   | Жёлтая медь, латунь (аурихалк)                    | CuZn                               | Сплав меди (56—67 %) с цинком (в древности с цинковой рудой — галмеем) с добавлением других металлов, например, свинца (до 2,5 %)                                                                     | Латунный сестерций. Древний Рим, 8—14 годы н. э.                                 |                                    |
| Прочие металлы и сплавы             |                                                   |                                    | |                                                                                  |                                    |
| ?                                   | Сталь                                             | Fe(C)                              | Сплав железа с добавлением углерода (до 1,7 %) |                                                                                  |                                    |
| ?                                   | Сталь                                             | Fe(C)                              | Сплав железа с добавлением углерода (до 1,7 %) | Шесть оболов, составляющих драхму. Древняя Греция                                |                                    |
| ?                                   | Свинец                                            | Pb                                 | |                                                                                  |                                    |
| ?                                   | Свинец                                            | Pb                                 | Свинцовая монета. У-ди из династии Хань (Китай), 141-87 до н. э. |                                                                                  |                                    |
| ?                                   | Пьютер                                            | Sn…                                | Сплав олова (85—99 %) с такими металлами, как медь, сурьма, висмут или свинец | 200x100px                                                                        | 200x100px                          |
| ?                                   | Пьютер                                            | Sn…                                | Сплав олова (85—99 %) с такими металлами, как медь, сурьма, висмут или свинец | Крейцер из пьютера. Богемия, середина XVIII века                                 |                                    |

## Современные монетные металлы (с XIX века)
| |                         |
| Аверс золотой монеты                                                                                | Аверс серебряной монеты |
| Современные памятные монеты России, на которых монетные металлы обозначены международными символами |                         |

В настоящее время, помимо сплавов золота, серебра и меди, монеты изготавливают из алюминия, цинка, никеля, палладия, платины, некоторых других металлов и их сплавов. Их обозначают символами Периодической таблицы (основной металл пишется в начале сокращения, входящие в состав сплава неметаллы не указываются) или сокращениями локальных национальных стандартов. Так, в России золото 958-й пробы имеет марку ЗлСрМ 958—20, где Зл — золото, Ср — серебро, М — медь.
| Металл / Сплав                | Обозначение в соответствии с Таблицей Менделеева                                                    | Пример использования в монетном деле                                   | Пример использования в монетном деле                                   |
| ----------------------------- | --------------------------------------------------------------------------------------------------- | ---------------------------------------------------------------------- | ---------------------------------------------------------------------- |
| Акмонитал                     | (сплав железа с хромом, кремнием, углеродом, магнием, серой и фосфором)                             |                                                                        | 1 итальянская лира (1940 год)                                          |
| Алюминиевая бронза            | CuAl                                                                                                |                                                                        | 10 французских сантимов (1995 год)                                     |
| Алюминий/ Магналий            | Al/AlMg                                                                                             |                                                                        | 1 польский злотый (1957 год)                                           |
| Сталь                         | Fe                                                                                                  |                                                                        | Американский стальной цент (1943 год)                                  |
| Иридий                        | Ir                                                                                                  |                                                                        | 10 руандийских франков (2013 год)                                      |
| Медно-никелевый сплав         | CuNi                                                                                                |                                                                        | 10 копеек (1938 год)                                                   |
| Никелин (сплав меди)          | сплав меди (65-67 % Cu) с никелем (25-35 % Ni) с примесями марганца (0,4-0,6 % Mn), железа и цинка. |                                                                        | 50 польских грошей (1949 год)                                          |
| Медно-цинковый сплав (латунь) | CuZn                                                                                                |                                                                        | 5 копеек (1989 год)                                                    |
| Мельхиор                      | CuNiFeMn                                                                                            |                                                                        | Пять швейцарских франков                                               |
| Нейзильбер (Нойзильбер)       | CuZnNi                                                                                              |                                                                        | 2 украинских гривны (2005 год)                                         |
| Нержавеющая сталь             | FeCrNi                                                                                              |                                                                        | 1 французский сантим (1968 год)                                        |
| Никелевая бронза              | CuSnNi                                                                                              |                                                                        |                                                                        |
| Никелево-железный сплав       | NiFe                                                                                                |                                                                        |                                                                        |
| Никелево-цинковый сплав       | NiZn                                                                                                |                                                                        |                                                                        |
| Никель                        | Ni                                                                                                  |                                                                        | 5 французских франков (1960 год)                                       |
| Ниобий                        | Nb                                                                                                  |                                                                        |                                                                        |
| Олово                         | Sn                                                                                                  | Как правило, используется для изготовления фальшивых или пробных монет | Как правило, используется для изготовления фальшивых или пробных монет |
| Палладий                      | Pd                                                                                                  |                                                                        | 25 рублей (1990 год)                                                   |
| Платина                       | Pt                                                                                                  |                                                                        | 50 канадских долларов                                                  |
| Родий                         | Rh                                                                                                  |                                                                        | 1 грамм «The Cohen Mint». Инвестиционная монета США (2009 год)         |
| Тантал                        | Ta                                                                                                  |                                                                        |                                                                        |
| Титан                         | Ti                                                                                                  |                                                                        |                                                                        |
| Северное золото               | CuAlZnSn                                                                                            |                                                                        | Монеты достоинством 10, 20 и 50 евроцентов                             |
| Свинец                        | Pb                                                                                                  | Как правило, используется для изготовления фальшивых или пробных монет | Как правило, используется для изготовления фальшивых или пробных монет |
| Хром                          | Cr                                                                                                  |                                                                        |                                                                        |
| Хромированная сталь           | FeCr                                                                                                |                                                                        | 3 румынских лея (1966 год)                                             |
| Цинк                          | Zn                                                                                                  |                                                                        | 10 пфеннигов (1921 год)                                                |

## «Монетные неметаллы»
Помимо металлов, для изготовления денежных знаков в разные времена и у разных народов использовались и другие материалы: бумага, картон, пластик и многие другие. С появлением бумажных денег металлы стали использовать, как правило, только для изготовления памятных монет и денег разменных. Однако и последние часто изготавливались не из металлов. Список такого рода денежных материалов приводится ниже.
| Материал           | Пример использования                                                         | Пример использования                                                         |
| ------------------ | ---------------------------------------------------------------------------- | ---------------------------------------------------------------------------- |
| Бумага             |                                                                              | Бумажные 50 копеек (1923 год)                                                |
| Дерево             | Деревянный никель (5 центов) США                                             | Деревянный никель (5 центов) США                                             |
| Камень             |                                                                              | Каменные деньги с острова Яп                                                 |
| Картон             |                                                                              | Картонные 15 копеек (1915 год)                                               |
| Керамика           |                                                                              | 75 пфеннигов (нотгельд, Зелёна-Гура, 1922)                                   |
| Кожа               | Марки Русско-американской компании                                           | Марки Русско-американской компании                                           |
| Пластик            |                                                                              | Пластиковые монеты Приднестровья                                             |
| Прессованный уголь |                                                                              | 1000 марок (частный нотгельд — компания Conradty, 1922)                      |
| Фарфор             | Монеты, выпускавшиеся в 1920—1921 годах на Мейсенской фарфоровой мануфактуре | Монеты, выпускавшиеся в 1920—1921 годах на Мейсенской фарфоровой мануфактуре |
| Фибра              |                                                                              | 1 и 5 фыней Маньчжоу-го 1944-45 гг.                                          |
| Шёлк               | Шёлковые деньги Хорезма                                                      | Шёлковые деньги Хорезма                                                      |